# IEEEインターネット賞
IEEEインターネット賞（IEEE Internet Award）は、IEEEが、ネットワーク・アーキテクチャ、モビリティ、およびアプリケーションの分野でインターネット技術の促進への貢献に対して授与する賞。

## 受賞者
- 2000年 – ポール・バラン, ドナルド・ワッツ・デービス, レナード・クラインロック, ローレンス・ロバーツ
- 2001年 – ルイ・プザン
- 2002年 – スティーブ・クロッカー
- 2003年 – ポール・モカペトリス
- 2004年 – レイ・トムリンソン, David H. Crocker
- 2005年 – Sally Floyd
- 2006年 – Scott Shenker
- 2007年 – 受賞者なし
- 2008年 – Mike Brecia, Ginny Travers, Bob Hinden
- 2009年 – Lixia Zhang
- 2010年 – スティーブ・ディアリング
- 2011年 – 村井純
- 2012年 – Mark Handley
- 2013年 – デイヴィッド・L・ミルズ
- 2014年 – Jon Crowcroft
- 2015年 – KC Claffy, Vern Paxson
- 2016年 – Henning Schulzrinne
- 2017年 – Deborah Estrin
- 2018年 – Ramesh Govindan
- 2019年 – Jennifer Rexford
- 2020年 – Stephen Casner, Eve Schooler
- 2021年 – 受賞者なし
- 2022年 – 受賞者なし
- 2023年 – Ian Foster, Carl Kesselmann
- 2024年 – Walter Willinger
- 2025年 – Yakov Rekhter
- 2026年 – デービッド・ダナ・クラーク

## 参照
- 公式ウェブサイト